# حب الكريش المتفرع
حب الكريش المتفرع أو القفية نوع نباتي يتبع جنس حب الكريش من الفصيلة الصندلية. النبات شبه طفيلي ينتشر في المناطق الجبلية في سورية (صلنفة، رأس البسيط، مصياف، جبل الشيخ).